# Паротия Берлепша
Паротия Берлепша (лат. Parotia berlepschi) — один из шести видов паротий; ранее считался подвидом паротии Кэрол. Эта паротия встречается в Фоджа, на западе Новой Гвинеи. Впервые описан по экземплярам, полученным в XIX веке от местных охотников. Видовое название дано птице в честь немецкого орнитолога Ганса Графа Берлепша.
Паротия Берлепша была описана впервые в 1897 году Отто Кляйншмидтом на основе двух чучел самцов из коллекции Ганса Графа Берлепша. Точная область распространения неизвестна. Женская особь была обнаружена в конце 1970-х годов Джаредом Даймондом на севере Папуа, в горах Фоджа. Международная экспедиция в этом регионе впервые обнаружила в декабре 2005 года одного самца.